# Зайонц, Роберт
Ро́берт За́йонц (англ. Robert Zajonc) – американский психолог польского происхождения. Будучи социальным психологом, Р. Зайонц изучал природу социального влияния. Он описал, как присутствие посторонних улучшает качество выполнения индивидуумом простых и привычных заданий и ухудшает выполнение новых и сложных — социальная фасилитация. 
Р. Зайонц исследовал, каким образом очередность рождения детей влияет на их интеллектуальное развитие, а также описал, как количество детей в семье влияет на их интеллектуальное развитие. В 1978 году был награждён премией Американской психологической организации за выдающийся научный вклад в психологию.